# Municipio Quime
Das Municipio Quime liegt im Departamento La Paz im südamerikanischen Anden-Staat Bolivien.

Wappen von Quime

## Lage im Nahraum
Das Municipio Quime ist eines von sechs Municipios der Provinz Inquisivi und liegt im nordwestlichen Teil der Provinz. Es grenzt im Westen an die Provinz Loayza, im Süden an das Municipio Ichoca, im Südosten an das Municipio Inquisivi, im Osten an das Municipio Licoma Pampa, im Nordosten an das Municipio Cajuata und im Norden an die Provinz Sud Yungas.
Das Municipio hat 4 Kantone mit 47 Ortschaften (localidades), der Verwaltungssitz des Municipios ist Quime mit 3.131 Einwohnern im südöstlichen Teil des Municipios, größere Ortschaften sind Mina La Argentina mit 916 Einwohnern und Choquetanga mit 747 Einwohnern. (Volkszählung 2012)

## Geographie
Das Municipio Quime liegt auf einer mittleren Höhe von 2800 m an den östlichen Hängen der Kordillere Quimsa Cruz, zwischen dem bolivianischen Altiplano im Westen und dem Amazonas-Tiefland im Osten. Die Region weist ein ausgeprägtes Tageszeitenklima auf, bei dem die täglichen Temperaturschwankungen stärker ausfallen als die jahreszeitlichen Schwankungen.
Die mittlere Durchschnittstemperatur der Region liegt bei 10,5 °C (siehe Klimadiagramm Quime), die Monatsdurchschnittstemperaturen schwanken zwischen 7 °C im Juni/Juli und knapp 13 °C im November/Dezember. Der Jahresniederschlag beträgt knapp 600 mm, von Mai bis August herrscht eine Trockenzeit mit Monatsniederschlägen unter 15 mm, in den Monaten Januar und Februar fallen im langjährigen Mittel zwischen 120 und 130 mm Regen.

## Bevölkerung
Die Einwohnerzahl des Municipios Quime ist zwischen 1992 und 2024 um die Hälfte angestiegen:
| Jahr | Einwohner | Quelle       |
| ---- | --------- | ------------ |
| 1992 | 7.395     | Volkszählung |
| 2001 | 7.338     | Volkszählung |
| 2012 | 8.436     | Volkszählung |
| 2024 | 11.184    | Volkszählung |

Das Municipio hatte bei der letzten Volkszählung 2024 eine Bevölkerungsdichte von 11,1 Einwohnern/km². Die Lebenserwartung der Neugeborenen lag im Jahr 2001 bei 58,4 Jahren, die Säuglingssterblichkeit ist von 10,6 Prozent (1992) auf 8,0 Prozent im Jahr 2001 gesunken.
Der Alphabetisierungsgrad bei den über 15-Jährigen beträgt 79,5 Prozent, und zwar 91,5 Prozent bei Männern und 66,8 Prozent bei Frauen. (2001)
89,6 Prozent der Bevölkerung sprechen Spanisch, 70,5 Prozent sprechen Aymara, und 2,2 Prozent Quechua. (2001)
42,2 Prozent der Bevölkerung haben keinen Zugang zu Elektrizität, 78,8 Prozent leben ohne sanitäre Einrichtung. (2001)
72,1 Prozent der insgesamt 2.305 Haushalte besitzen ein Radio, 44,1 Prozent einen Fernseher, 11,8 Prozent ein Fahrrad, 5,2 Prozent ein Motorrad, 3,1 Prozent ein Auto, 8,3 Prozent einen Kühlschrank und 1,3 Prozent ein Telefon. (2001)

## Politik
Ergebnis der Regionalwahlen (concejales del municipio) vom 4. April 2010:
| Wahl- berechtigte |  | Wahl- beteiligung | Gültige Stimmen |  | MAS-IPSP | MSM    | M.P.S. | ASP   |
| ----------------- |  | ----------------- | --------------- |  | -------- | ------ | ------ | ----- |
| 3.703             |  | 3.278             | 1.979           |  | 884      | 509    | 423    | 163   |
|                   |  | 88,5 %            | 60,4 %          |  | 44,7 %   | 25,7 % | 21,4 % | 8,2 % |

Ergebnis der Regionalwahlen (elecciones de autoridades políticas) vom 7. März 2021:
| Wahl- berechtigte |  | Wahl- beteiligung | gültige Stimmen |  | MAS-IPSP | J.A.LLALLA.L.P. | PBCSP  | MTS    | PDC    | UN     | FPV    |
| ----------------- |  | ----------------- | --------------- |  | -------- | --------------- | ------ | ------ | ------ | ------ | ------ |
| 4.376             |  | 3.861             | 3.320           |  | 1.792    | 1.183           | 131    | 78     | 29     | 19     | 17     |
|                   |  | 88,23 %           | 85,99 %         |  | 53,98 %  | 35,63 %         | 3,95 % | 2,35 % | 0,87 % | 0,57 % | 0,51 % |

## Gliederung
Das Municipio untergliederte sich bei der Volkszählung von 2012 in die folgenden vier Kantone (cantones):
- 02-1002-01 Kanton Quime – 22 Ortschaften – 4.693 Einwohner (2001: 4.583 Einwohner)
- 02-1002-02 Kanton Choquetanga – 15 Ortschaften – 2.683 Einwohner (2001: 2.537 Einwohner)
- 02-1002-03 Kanton Huaña Cota – 3 Ortschaften – 553 Einwohner (2001: 69 Einwohner)
- 02-1002-04 Kanton Figueroa – 7 Ortschaften – 507 Einwohner (2001: 149 Einwohner)

## Ortschaften Municipio Quime
- Kanton Quime
  - Quime 3131 Einw.

- Kanton Choquetanga
  - Mina La Argentina 916 Einw. – Choquetanga 747 Einw. – Pacuni 241 Einw.

- Kanton Huaña Cota
  - Cañamina 443 Einw. – Huaña Cota 76 Einw.

- Kanton Figueroa
  - Isicuni 187 Einw. – Pongo B-2 140 Einw.